# Glossopetalon clokeyi
Glossopetalon clokeyi är en tvåhjärtbladig växtart som först beskrevs av Ensign, och fick sitt nu gällande namn av Harold St.John. Glossopetalon clokeyi ingår i släktet Glossopetalon och familjen Crossosomataceae. Inga underarter finns listade i Catalogue of Life.